# Samuel Stryk
Samuel Stryk także: Sticke, Stryck (ur. 22 listopada 1640 w Lenzen (Elbe); zm. 23 lipca 1710 w Halle (Saale)) – niemiecki prawnik i uczony, profesor na Uniwersytecie Viadrina we Frankfurcie nad Odrą.

## Dzieła
- Disputatio Juridica de Jure privilegati contra privilegatum (1684)
- Specimen usus moderni Pandectarum (1690)